# ديفيد عمارو
ديفيد عمارو هو سياسي نيجيري، ولد في 26 يوليو 1959 في Shiroro ‏ في نيجيريا. انتخب عضو مجلس الشيوخ في نيجيريا ‏.